# ماري جيجير لويس
ماري جيجير لويس (بالإنجليزية: Mary Geiger Lewis)‏ هي قاضية ومحامية أمريكية، ولدت في 18 ديسمبر 1958 في كولومبيا في الولايات المتحدة.